# Cirkels van Johnson

In de meetkunde zijn de cirkels van Johnson van een driehoek de drie cirkels die elkaar twee aan twee in de hoekpunten snijden en tevens in een gemeenschappelijk punt H. De drie cirkels hebben dezelfde straal. De drie middelpunten van de drie cirkels van Johnson vormen een driehoek die de driehoek van Johnson wordt genoemd. De cirkels zijn naar de Amerikaanse wiskundige RA Johnson genoemd, die hierover in 1916 publiceerde.
Er gelden de volgende eigenschappen:
- De omgeschreven cirkel van de driehoek van Johnson heeft dezelfde straal als de cirkels van Johnson en H als middelpunt.
- De omgeschreven cirkel van de referentiedriehoek heeft ook dezelfde straal als de cirkels van Johnson. Dit is de stelling van Johnson.
- De omgeschreven cirkel van de cirkels van Johnson heeft als straal de diameter van de cirkels van Johnson en als middelpunt het gemeenschappelijk snijpunt H.
- De drie raakpunten van die omgeschreven cirkel aan de drie cirkels van Johnson vormen een driehoek die gelijkvormig is met de driehoek van Johnson, en in feite eruit wordt verkregen door een vermenigvuldiging met factor 2 ten opzichte van H.
- De driehoek van Johnson is congruent met de referentiedriehoek.
- De driehoek van Johnson en het punt H vormen een hoogtepuntssysteem. H is het hoogtepunt van de driehoek van Johnson.

H is het midden van Johnson. Dat is het driehoekscentrum met kimberlingnummer X(495).

## Websites
- MathWorld. Johnson Circles.
- MathWorld. Johnson Triangle.
- MathWorld. Johnson's Theorem.

## Stelling van Johnson
Als drie even grote cirkels elkaar in een punt snijden, heeft de cirkel door de drie andere snijpunten van steeds twee van de cirkels dezelfde straal als de drie cirkels. 